# アンドモワ
アンドモワ株式会社は、かつて存在した日本の外食チェーン運営企業。社名は「お客様も働く仲間も、もっとわくわくするようなビジネスを作る」に由来する。

## 概要
完全個室居酒屋と飲食店を「竹取御殿」など多数の店名で370余店を営業していた。宴会を主眼とする個室居酒屋のほか、料理人や芸能人と協業を行っていた。
西洋レストランシステムズから買収したファミリーレストラン「CASA」や「やきとり釜飯はん」「京風らーめん 糸ぐるま」なども営業していた。
しかし、近年は不採算店舗の撤退による経営赤字が続いていたほか、2020年に発生した新型コロナウイルスの影響が追い打ちをかけ、政府の緊急事態宣言により同年6月5日に全店舗を休業する処置を取った。2020年8月期の売上も約98億円にまで低下し、同時に債務超過へ転落。アンドモワは不採算店舗の撤退を進めていたが、一部のビルオーナーが複数の賃料請求訴訟を提訴したり、従業員がSNS上で賃金未払いを暴露するなど、経営難が表面化していた。アンドモワは2020年11月26日、事実上の倒産であるとして、労働基準監督署に対し、未払賃金の立替払制度に基づく認定申請を行った。
2021年10月29日までに事業を停止。2022年3月31日に東京地方裁判所へ破産を申請し、同年4月6日に破産手続開始決定を受けた。負債総額は約80億円。債権者の内4892名が元従業員であるという。アンドモワの社長が兼務し、約55億円に及ぶアンドモワへの保証債務を行っていたApeXも、2022年3月31日に大阪地方裁判所から破産手続開始決定を受けた。
未払賃金の立替払制度に関しては、2020年5月26日から2022年5月26日までに退職した従業員が対象となった。2022年11月21日に東京地方裁判所中目黒庁舎で行われた債権者集会において、公租以外の優先的破産債権や一般破産債権の債権者への配当には至らなかった事が説明された。
アンドモワは2023年1月26日に破産手続終結決定を受け、同年1月30日に法人格が消滅した。

## 沿革
- 2005年6月 - 大阪府大阪市北区堂山町にて前身の居酒屋を創業する。
- 2006年4月28日 - 株式会社川中商事を設立登記する。
- 2010年代初頭 - ファンドより「CASA」や「やきとり釜飯はん」「京風らーめん 糸ぐるま」を運営する西洋レストランシステムズを買収[12]。
- 2013年 - 店舗数が350になる。
- 2013年6月 - 本社所在地を現在地に変更する。
- 2014年7月 - タイ・バンコクに日本料理店「和幸〜WAKOU〜」を開店する。
- 2015年
  - 9月 - 下記不祥事の影響により、社長の川中和幸が辞任して商号をアンドモワに変更。持田大晴が代表取締役社長に就任する[13]。
  - 10月 - 投資ファンドがアンドモワの株式を取得[13]。
- 2018年10月 - 持田大晴が代表取締役社長を退任。後任として、森本重久が執行役員社長に就任。
- 2020年6月 - 新型コロナウイルスの感染拡大により、全店舗が休業となる[1][2]。
- 2021年10月 - 同月29日までに事業を停止[1][2]。
- 2022年4月 - 東京地方裁判所から破産手続開始決定を受ける[4]。
- 2023年1月 - 法人格消滅[5]。

## 不祥事

### 川中商事時代の事件・事故

#### ノロウイルスによる食中毒事件
2011から2014年にかけて、川中商事が経営する飲食店の神奈川県川崎市・兵庫県姫路市・宮城県仙台市の各1店舗で計3件の食中毒事件が発生し、3件ともに該当店舗は3日間の営業停止処分となった。経営体制刷新後、それまでなかったウェブサイトを開設し、店舗の指導体制を整備して指導人材を増強した。
- 2011年10月、川崎区砂子2丁目の飲食店「川崎個室物語 竹取御殿」を利用した20 - 70代の男女計21人が、下痢、嘔吐、発熱など食中毒の症状を訴えた。保健所の検査で患者の便からノロウイルスが検出され、20日から22日まで3日間の営業停止とした。計13人が医療機関を受診したが、いずれも快方に向かっている[15]。
- 2012年12月22日、姫路市駅前町の居酒屋「竹取御殿 姫路店」で飲食した21 - 65歳の男女28人が、下痢や嘔吐など食中毒症状を発症した。2人からノロウイルスが検出されて同店の食中毒と断定した。入院者はおらず全員が快方に向かっている。市保健所は食品衛生法に基づき、24日まで3日間の営業停止処分にした[16]。
- 2014年1月、仙台市青葉区中央の「和食個室の都京の町に夢が咲く 仙台駅前店」で食事した客31人が食中毒の症状を訴え、6人が医療機関で治療を受けた。店は3日間の営業停止とされた。従業員の便からもノロウイルスが検出された。（日テレニュース24）[17]

#### 火災事故
2012年3月25日午前5時56分に、川中商事が経営する居酒屋「さくらさくら 新小岩店」で火災が発生してまもなく消し止められたものの、消火の過程でビル内に入居するパチンコ店が水浸しとなり、遊技台や設備などが使用不能となった。消火活動により事故の影響を被ったパチンコ店は、約2億4000万円の損害賠償を請求した。同店舗は消火栓の扉が開かない状態であった、と火災後の調査で確認され、消火栓が使用できずに消火遅延の原因になった可能性がある。ビルオーナーは「同店舗の内装工事完了後に内覧した際は問題なかったはずだ」と取材に語ったが、実際は床の段差により消火栓扉が開かない状態であった。

## 関連会社・人物

### かつての関連子会社
全社ともに、2016年8月にアンドモワを存続会社として吸収合併されて消滅した。
- 株式会社First-Stage
- 株式会社Private-Foods関西
- 株式会社Private-Foods East
- 株式会社新未来フードサービス
- 4C-ダイニング株式会社
- 株式会社Latest-food service
- 株式会社さくら第一商事

### 関連人物
- 川中和幸 - 株式会社川中商事の創業者。
- 持田大晴 - アンドモワ株式会社の初代代表取締役。
- 鎌田真道 - アンドモワ株式会社取締役兼Private-Foods関西代表。
- 神田川俊郎 - 全日本調理師協会名誉会長、｢神田川本店｣店主。同社にてメニュー監修。
- 新田龍 - 川中商事の告発記事を執筆した。
- 藤森慎吾、花田勝、薬師寺保栄 -コラボ店舗を展開。